# Oriol Salvià
Oriol Salvià (* 29. März 1975 in Barcelona) ist ein ehemaliger spanischer Squashspieler.

## Karriere
Oriol Salvià spielte von 1995 bis 2013 auf der PSA World Tour und gewann auf dieser zwei Titel. Seine höchste Platzierung in der Weltrangliste erreichte er mit Rang 83 im Januar 2002. Mit der spanischen Nationalmannschaft nahm er 1995 und 1999 an der Weltmeisterschaft teil. Zudem gehörte er mehrfach zum spanischen Kader bei Europameisterschaften. 2001 und 2010 wurde Salvià spanischer Meister.

## Erfolge
- Gewonnene PSA-Titel: 2
- Spanischer Meister: 2001, 2010